# Manchester United F.C. mùa giải 2010–11
Mùa giải 2010-11 là mùa giải thứu 19 của Manchester United F.C. tại Giải bóng đá Ngoại hạng Anh, và là mùa giải thứ 36 liên tiếp câu lạc bộ thi đấu tại giải đấu cao nhất của bóng đá Anh. Đây cũng là mùa giải đầu tiên với nhà tài trợ áo đấu mới Aon, sau khi bốn mùa hợp tác với AIG.
United bắt đầu mùa giải khi đánh bại Chelsea với tỷ số 3-1 trên sân Wembley vào ngày 8 tháng 8 năm 2010 để giành siêu cúp Anh.
Việc bảo vệ thành công chức vô địch cúp liên đoàn Anh sẽ giúp United trở thành đội thứ 2 sau Liverpool năm 1983 vô địch giải đấu này 3 mùa liên tiếp. Tuy nhiên, nhiệm vụ này đã bị phá sản bởi West Ham United, đội khiến Quỷ đỏ phải nhận thất bại 4–0 tại ở Vòng 5 vào ngày 30 tháng 11 năm 2010.
Ngày 19 tháng 12 năm 2010, Sir Alex Ferguson trở thành huấn luyện viên có thời gian tại vị lâu nhất trong lịch sử Manchester United, vượt qua kỷ lục của Sir Matt Busby với 24 năm, 1 tháng và 13 ngày phụ trách câu lạc bộ.
Ngày 1 tháng 2 năm 2011, United cân bằng kỷ lục câu lạc bộ khi bất bại 29 trận liên tiếp, sau chiến thắng 3–1 trước Aston Villa tại Old Trafford. Tuy nhiên, họ đã không thể kéo dài chuỗi trận này khi nhận thất bại 2–1 trước Wolverhampton Wanderers tại Molineux vào ngày 5 tháng 2 năm 2011. Đây là trận thua đầu tiên của United kể từ thất bại 2-1 trên sân nhà trước Chelsea vào ngày 3 tháng 4 năm 2010. United đã suýt trở thành đội bóng đầu tiên sau 119 năm thắng tất cả các trận đấu trên sân nhà trong suốt mùa giải, nhưng trận hòa trên sân nhà trước West Bromwich Albion ở đầu mùa giải đã khiến họ mất vị thế đó. Phong độ hủy diệt của United tại Old Trafford là chìa khóa giúp đội bóng vô địch Ngoại hạng Anh, vì phong độ sân khách của họ tầm thường một cách đáng ngạc nhiên với chỉ 5 trận thắng trên sân khách trong cả mùa giải.
United cũng đã lọt vào bán kết Cúp FA 2010–11 nhưng để thua Manchester City với tỷ số 1–0 trên sân Wembbey vào ngày 16 tháng 4 năm 2011 - và đối thủ của họ đã vô địch giải đấu này.
Vào ngày 14 tháng 5 năm 2011, sau trận hòa 1-1 trước Blackburn Rovers tại Ewood Park, United đã phá kỷ lục vô địch bóng đá Anh khi giành chức vô địch thứ 19, vượt qua kỷ lục 18 danh hiệu của Liverpool mà họ đã san bằng ở mùa giải 2008–09.
United cũng đã thi đấu ở UEFA Champions League mùa thứ 15 liên tiếp, lọt vào trận chung kết với FC Barcelona vào ngày 28 tháng 5 năm 2011, nhưng họ đã để thua với tỷ số 3-1.

## Trước mùa giải và giao hữu
Manchester United đã công bố lịch thi đấu đầu tiên của họ trong lịch trình trước mùa giải 2010 vào ngày 8 tháng 4 năm 2010. Là một phần của việc ký hợp đồng với Javier Hernández, United đã đồng ý đá giao hữu với Guadalajara trong trận khai màn sân vận động mới Estadio Chivas có sức chưa 45.000 ghế ngồi vào ngày 30 tháng 7.
Vào ngày 6 tháng 5 năm 2010, Manchester United thông báo rằng đội bóng sẽ có chuyến du đấu Bắc Mỹ vào mùa hè năm đó kể từ lần đầu tiên vào năm 2004. Đội hình gồm 22 người, bao gồm cả tân binh Chris Smalling, trừ các cầu thủ tham dự FIFA World Cup 2010, họ sẽ bay đến Hoa Kỳ vào ngày 12 tháng 7, trước khi tham gia huấn luyện ở Chicago, trụ sở của nhà tài trợ áo đấu mới Aon. Trận đấu đầu tiên được diễn ra vào ngày 16 tháng 7 ở biên giới Canada–Hoa Kỳ thuộc Trung tâm Rogers ở Toronto, ở trận đấu đó United đã đánh bại Celtic với tỷ số 3-1 với các bàn thắng của Dimitar Berbatov, Danny Welbeck và Tom Cleverley. Trận đấu tiếp theo, United gặp Philadelphia Union vào ngày 21 tháng 7 tại Lincoln Financial Field, một trong những địa điểm mà trong cả hai lần du đấu trước đó vào năm 2003vaf 2004. United thắng trận với tỷ số 1–0 với bàn thắng ở phút 76 do công của Gabriel Obertan. Bốn ngày sau, đội di chuyển về phía Tây đến Kansas City, Missouri, tại đây United đá giao hữu với Kansas City Wizards trên Sân vận động Arrowhead. Dimitar Berbatov ghi 1 bàn thắng bằng quả đá phạt đền duy nhất trong trận thua với tỷ số 1-2.
Chuyến du đấu trên đất Hoa Kỳ đã diễn ra thu hút hơn bởi trận đấu với MLS All-Star Game 2010 vào ngày 28 tháng 7 trên Sân vận động Reliant tại Houston, Texas. United thắng trận 5–2, với các bàn thắng của Federico Macheda (2), Darron Gibson, Tom Cleverley và một bằng thắng đầu tiên của Javier Hernández. Đội sau đó tiến về phía nam để chơi trận đấu đầu tiên của United tại Mexico với đối thủ Chivas khoảng 2 ngày sau đó. Chris Smalling và Nani là hai cầu thủ ghi bàn thắng trong trận đấu đó khi United để thua với tỷ số 2-3, với kết quả đó có nghĩa là United đã kết thúc chuyến du đấu của họ ở Bắc Mỹ với ba trận thắng và hai trận thua.
Sau khi đội trở lại châu Âu, Manchester United đối đầu với League of Ireland XI trong trận đấu đầu tiên được chơi tại sân vận động Aviva ở Dublin vào ngày 4 tháng 8. United dành chiến thắng với tỷ số 7-1 với các bàn thắng của Park Ji-sung (2), Michael Owen, Javier Hernández, Antonio Valencia, Jonny Evans và Nani.
Vào ngày 8 tháng 4, có thông báo rằng sẽ có một trận đấu tri ân Gary Neville, người đã tuyên bố giải nghệ vào ngày 2 tháng 2. Trận đấu được tổ chức để tôn vinh Neville sau 19 năm cống hiến cho United. Đối thủ là Juventus FC đến từ Serie A và được diễn ra trên sân nhà Old Trafford vào ngày 24 tháng 5. Trận đấu với Juventus có sự góp mặt của Những chú chim non của Fergie, những cầu thủ thuộc thế hệ vàng 92, bao gồm các cựu cầu thủ United như Nicky Butt, anh trai của Gary, Phil, David Beckham và các cầu thủ hiện tại của United.
| Ngày                     | Đối thủ              | H / A | Kết quả F–A | Cầu thủ ghi bàn                                                                         | Khán giả |
| ------------------------ | -------------------- | ----- | ----------- | --------------------------------------------------------------------------------------- | -------- |
| 16 tháng 7 năm 2010      | Celtic               | N     | 3–1         | Berbatov 34', Welbeck 79', Cleverley 86'                                                | 39.139   |
| 21 tháng 7 năm 2010      | Philadelphia Union   | A     | 1–0         | Obertan 76'                                                                             | 44,213   |
| 25 tháng 7 năm 2010      | Kansas City Wizards  | N     | 1–2         | Berbatov 41' (pen.)                                                                     | 52,424   |
| ngày 28 tháng 7 năm 2010 | MLS All-Stars        | N     | 5–2         | Macheda (2) 1', 13', Gibson 70', Cleverley 73', Hernández 84'                           | 70,728   |
| 30 tháng 7 năm 2010      | Guadalajara          | A     | 2–3         | Smalling 10', Nani 79'                                                                  |          |
| 4 tháng 8 năm 2010       | Airtricity League XI | N     | 7–1         | Park (2) 13', 63', Owen 25', Hernández 47', Valencia 60', J. Evans 69', Nani 82' (pen.) | 49,861   |
| 24 tháng 5 năm 2011      | Juventus             | H     | 1–2         | Rooney 19'                                                                              |          |

## Siêu cúp Anh
Chelsea là đội giành được cú đúp Ngoại hạng Anh và Cúp FA trong mùa giải 2009–10. Manchester United đã khởi đầu mùa giải bằng việc xuất hiện ở trận tranh siêu cúp Anh tại Wembley vào ngày 8 tháng 8 với tư cách á quân Premier League. Đây là lần thứ ba trong vòng 4 năm, United đấu với Chelsea ở Siêu cúp Anh.
| Ngày               | Đối thủ | H / A | Kết quả F–A | Cầu thủ ghi bàn                             | Khán giả |
| ------------------ | ------- | ----- | ----------- | ------------------------------------------- | -------- |
| 8 tháng 8 năm 2010 | Chelsea | N     | 3–1         | Valencia 41', Hernández 76', Berbatov 90+2' | 84,623   |

## Premier League
Lịch thi đấu của Premier League 2010–11 đã được công bố vào ngày 17 tháng 6 và United đụng độ với Newcastle United ở vòng khai màn của mùa giải.
| Ngày                 | Đối thủ                 | H / A | Kết quả F–A | Người ghi bàn                                           | Số khán giả | League Vị trí |
| -------------------- | ----------------------- | ----- | ----------- | ------------------------------------------------------- | ----------- | ------------- |
| 16 tháng 8 năm 2010  | Newcastle United        | H     | 3–0         | Berbatov 33', Fletcher 41', Giggs 85'                   | 75,221      | 4th           |
| 22 tháng 8 năm 2010  | Fulham                  | A     | 2–2         | Scholes 11', Hangeland 84' (o.g.)                       | 25,643      | 3rd           |
| 28 tháng 8 năm 2010  | West Ham United         | H     | 3–0         | Rooney 33' (pen.), Nani 50', Berbatov 69'               | 75,061      | 3rd           |
| 11 tháng 9 năm 2010  | Everton                 | A     | 3–3         | Fletcher 43', Vidić 47', Berbatov 66'                   | 36,556      | 3rd           |
| 19 tháng 9 năm 2010  | Liverpool               | H     | 3–2         | Berbatov (3) 42', 59', 84'                              | 75,213      | 3rd           |
| 26 tháng 9 năm 2010  | Bolton Wanderers        | A     | 2–2         | Nani 23', Owen 74'                                      | 23,926      | 2nd           |
| 2 tháng 10 năm 2010  | Sunderland              | A     | 0–0         |                                                         | 41,709      | 3rd           |
| 16 tháng 10 năm 2010 | West Bromwich Albion    | H     | 2–2         | Hernández 5', Nani 25'                                  | 75,272      | 3rd           |
| 24 tháng 10 năm 2010 | Stoke City              | A     | 2–1         | Hernández (2) 27', 86'                                  | 27,372      | 3rd           |
| 30 tháng 10 2010     | Tottenham Hotspur       | H     | 2–0         | Vidić 31', Nani 84'                                     | 75,223      | 3rd           |
| 6 tháng 11 năm 2010  | Wolverhampton Wanderers | H     | 2–1         | Park (2) 45', 90+3'                                     | 75,285      | 2nd           |
| 10 tháng 11 năm 2010 | Manchester City         | A     | 0–0         |                                                         | 47,679      | 2nd           |
| 13 tháng 11 năm 2010 | Aston Villa             | A     | 2–2         | Macheda 81', Vidić 85'                                  | 40,073      | 3rd           |
| 20 tháng 11 năm 2010 | Wigan Athletic          | H     | 2–0         | Evra 45+1', Hernández 77'                               | 74,181      | 2nd           |
| 27 tháng 11 năm 2010 | Blackburn Rovers        | H     | 7–1         | Berbatov (5) 2', 27', 47', 62', 70', Park 23', Nani 48' | 74,850      | 1st           |
| 13 tháng 12 năm 2010 | Arsenal                 | H     | 1–0         | Park 41'                                                | 75,227      | 1st           |
| 26 tháng 12 năm 2010 | Sunderland              | H     | 2–0         | Berbatov 5', A. Ferdinand 57' (o.g.)                    | 75,269      | 1st           |
| 28 tháng 12 năm 2010 | Birmingham City         | A     | 1–1         | Berbatov 58'                                            | 28,242      | 1st           |
| 1 tháng 1 năm 2011   | West Bromwich Albion    | A     | 2–1         | Rooney 3', Hernández 75'                                | 25,499      | 1st           |
| 4 tháng 1 năm 2011   | Stoke City              | H     | 2–1         | Hernández 27', Nani 62'                                 | 73,401      | 1st           |
| 16 tháng 1 năm 2011  | Tottenham Hotspur       | A     | 0–0         |                                                         | 35,828      | 1st           |
| 22 tháng 1 năm 2011  | Birmingham City         | H     | 5–0         | Berbatov (3) 2', 31', 53', Giggs 45+2', Nani 76'        | 75,326      | 1st           |
| 25 tháng 1 năm 2011  | Blackpool               | A     | 3–2         | Berbatov (2) 72', 88', Hernández 74'                    | 15,574      | 1st           |
| 1 tháng 2 năm 2011   | Aston Villa             | H     | 3–1         | Rooney (2) 1', 45+1', Vidić 63'                         | 75,256      | 1st           |
| 5 tháng 2 năm 2011   | Wolverhampton Wanderers | A     | 1–2         | Nani 3'                                                 | 28,811      | 1st           |
| 12 tháng 2 năm 2011  | Manchester City         | H     | 2–1         | Nani 41', Rooney 78'                                    | 75,322      | 1st           |
| 26 tháng 2 năm 2011  | Wigan Athletic          | A     | 4–0         | Hernández (2) 17', 74', Rooney 84', Fábio 87'           | 18,140      | 1st           |
| 1 tháng 3 năm 2011   | Chelsea                 | A     | 1–2         | Rooney 29'                                              | 41,825      | 1st           |
| 6 tháng 3 năm 2011   | Liverpool               | A     | 1–3         | Hernández 90+2'                                         | 44,753      | 1st           |
| 19 tháng 3 năm 2011  | Bolton Wanderers        | H     | 1–0         | Berbatov 88'                                            | 75,486      | 1st           |
| 2 tháng 4 năm 2011   | West Ham United         | A     | 4–2         | Rooney (3) 65', 73', 79' (pen.), Hernández 84'          | 34,546      | 1st           |
| 9 tháng 4 năm 2011   | Fulham                  | H     | 2–0         | Berbatov 12', Valencia 32'                              | 75,339      | 1st           |
| 19 tháng 4 năm 2011  | Newcastle United        | A     | 0–0         |                                                         | 49,025      | 1st           |
| 23 tháng 4 năm 2011  | Everton                 | H     | 1–0         | Hernández 84'                                           | 75,300      | 1st           |
| 1 tháng 5 năm 2011   | Arsenal                 | A     | 0–1         |                                                         | 60,107      | 1st           |
| 8 tháng 5 năm 2011   | Chelsea                 | H     | 2–1         | Hernández 1', Vidić 23'                                 | 75,445      | 1st           |
| 14 tháng 5 năm 2011  | Blackburn Rovers        | A     | 1–1         | Rooney 73' (pen.)                                       | 29,867      | 1st           |
| 22 tháng 5 năm 2011  | Blackpool               | H     | 4–2         | Park 21', Anderson 62', Evatt 74' (o.g.), Owen 81'      | 75,400      | 1st           |

| VT | Đội                   | ST | T  | H  | B | BT | BB | HS  | Đ  | Giành quyền tham dự hoặc xuống hạng          |
| -- | --------------------- | -- | -- | -- | - | -- | -- | --- | -- | -------------------------------------------- |
| 1  | Manchester United (C) | 38 | 23 | 11 | 4 | 78 | 37 | +41 | 80 | Vào Vòng bảng Champions League               |
| 2  | Chelsea               | 38 | 21 | 8  | 9 | 69 | 33 | +36 | 71 | Vào Vòng bảng Champions League               |
| 3  | Manchester City       | 38 | 21 | 8  | 9 | 60 | 33 | +27 | 71 | Vào Vòng bảng Champions League               |
| 4  | Arsenal               | 38 | 19 | 11 | 8 | 72 | 43 | +29 | 68 | Vào Vòng đấu loại trực tiếp Champions League |
| 5  | Tottenham Hotspur     | 38 | 16 | 14 | 8 | 55 | 46 | +9  | 62 | Vào Vòng đấu loại trực tiếp Europa League    |

## Cúp FA
| Ngày                | Vòng đấu | Đối thủ         | H / A | Kết quả F–A | Người ghi bàn           | Số khán giả |
| ------------------- | -------- | --------------- | ----- | ----------- | ----------------------- | ----------- |
| 9 tháng 1 năm 2011  | Vòng 3   | Liverpool       | H     | 1–0         | Giggs 2' (pen.)         | 74,727      |
| 29 tháng 1 năm 2011 | Vòng 4   | Southampton     | A     | 2–1         | Owen 65', Hernández 75' | 28,792      |
| 19 tháng 2 năm 2011 | Vòng 5   | Crawley Town    | H     | 1–0         | Brown 28'               | 74,778      |
| 12 tháng 3 năm 2011 | Vòng 6   | Arsenal         | H     | 2–0         | Fábio 28', Rooney 49'   | 74,693      |
| 16 tháng 4 năm 2011 | Bán kết  | Manchester City | N     | 0–1         |                         | 86,549      |

## League Cup
| Ngày                 | Vòng đấu | Đối thủ                 | H / A | Kết quả F–A | Người ghi bàn                                         | Số khán giả |
| -------------------- | -------- | ----------------------- | ----- | ----------- | ----------------------------------------------------- | ----------- |
| 22 tháng 9 năm 2010  | Vòng 3   | Scunthorpe United       | A     | 5–2         | Gibson 23', Smalling 36', Owen (2) 49', 71', Park 54' | 9,077       |
| 26 tháng 10 năm 2010 | Vòng 4   | Wolverhampton Wanderers | H     | 3–2         | Bébé 56', Park 70', Hernández 90'                     | 46,083      |
| 30 tháng 11 năm 2010 | Vòng 5   | West Ham United         | A     | 0–4         |                                                       | 33,551      |

## UEFA Champions League

### Vòng bảng
Manchester United bắt đầu mùa giải Champions League của họ ở vòng bảng sau khi kết thúc ở vị trí thứ hai tại Giải bóng đá Ngoại hạng Anh 2009-10. Lễ bốc thăm vòng bảng được thực hiện vào ngày 26 tháng 8 năm 2010. Là một trong tám đội xếp hạng hàng đầu ở châu Âu, câu lạc bộ được xếp vào nhóm hạt giống số 1. United phải gặp Valencia, Rangers và Bursaspor.
Lịch thi đấu Champions League đầu mở màn trong mùa giải này của United diễn ra vào ngày 14 tháng 9, được chơi trên sân nhà để tiếp đón Rangers. Ở trận đấu đó, cả hai đội hòa nhau mặc dù United có nhiều sút về phía khung thành đối thủ.
Trận đấu sau đó vào ngày 29 tháng 9 năm 2020, United làm khách trên sân của Valencia. Trong một trận đấu mà đối thủ phòng ngự chặt, Javier Hernández đã tỏa sáng ở phút 85 để đưa United rời Tây Ban Nha với trọn vẹn 3 điểm và chiến thắng đầu tiên của họ trong mùa giải này.
Ở trận đấu thứ ba, United tiếp đón Bursaspor trên sân nhà. Không mất nhiều thời gian để United vượt lên dẫn trước - Nani nỗ lực solo tuyệt đẹp từ cánh trái sau đó anh đi bóng vào trong rồi thực hiện cú cứa lòng đẹp mắt ở cự ly 20 mét. Qua đó, giúp United đứng đầu bảng sau ba trận. 
United đá trận lượt về với Bursaspor trên sân vận động Bursa Atatürk tại Bursa, Thổ Nhĩ Kỳ. Lần này trận đấu trở nên hấp dẫn hơn khi United giành được chiến thắng 3–0, với các bàn thắng trong hiệp hai do công của Darren Fletcher, Gabriel Obertan và Bébé. Chiến thắng giúp United giữ ngôi đầu bảng và cần ít nhất một điểm trong hai trận cuối cùng của họ để giành quyền vào vòng loại trực tiếp.
Trận đấu tiếp theo diễn ra tại sân vận động Ibrox gặp Rangers. Trận đấu diễn ra cởi mở hơn so với trận đấu trước đó bởi cả hai đội cần điểm cho mục đích của riêng mình. Wayne Rooney ghi bàn thắng duy nhất trên chấm phạt đền do Steven Naismith vụng về phạm lỗi với Fábio trong vòng cấm địa. Tuy giành thắng lợi nhưng United vẫn cần ít nhất một điểm từ trận đấu cuối cùng của họ để đứng đầu Bảng.
United đã có được điểm cần thiết khi hòa 1-1 trong trận đấu cuối cùng của họ trên sân nhà trước Valencia. Anderson đã ghi được một bàn thắng ở phút 62 để cầm hòa Valencia. Cuối cùng, United đứng đầu bảng, hơn Valencia ba điểm.
| Ngày                 | Vòng đấu  | Đối thủ | H / A | Kết quả F–A                         | Người ghi bàn | Số khán giả |
| -------------------- | --------- | ------- | ----- | ----------------------------------- | ------------- | ----------- |
| 14 tháng 9 năm 2010  | Rangers   | H       | 0–0   |                                     | 74,408        | 2nd         |
| 29 tháng 9 năm 2010  | Valencia  | A       | 1–0   | Hernández 85'                       | 34,946        | 1st         |
| 20 tháng 10 năm 2010 | Bursaspor | H       | 1–0   | Nani 7'                             | 72,610        | 1st         |
| 2 tháng 11 năm 2010  | Bursaspor | A       | 3–0   | Fletcher 48', Obertan 73', Bébé 77' | 19,050        | 1st         |
| 24 tháng 11 năm 2010 | Rangers   | A       | 1–0   | Rooney 87' (pen.)                   | 49,764        | 1st         |
| 7 tháng 12 năm 2010  | Valencia  | H       | 1–1   | Anderson 62'                        | 74,513        | 1st         |

| Đội bóng          | Pld | W | D | L | GF | GA | GD  | Pts |
| ----------------- | --- | - | - | - | -- | -- | --- | --- |
| Manchester United | 6   | 4 | 2 | 0 | 7  | 1  | +6  | 14  |
| Valencia          | 6   | 3 | 2 | 1 | 15 | 4  | +11 | 11  |
| Rangers           | 6   | 1 | 3 | 2 | 3  | 6  | −3  | 6   |
| Bursaspor         | 6   | 0 | 1 | 5 | 2  | 16 | −14 | 1   |

### Vòng đấu loại trực tiếp
Lễ bốc thăm cho vòng loại trực tiếp Champions League mùa này được thực hiện tại Nyon, Thụy Sỹ vào ngày 17 tháng 12 năm 2010. United với tư cách là đội bóng đứng đầu vòng bảng, lá thăm may rủi đưa United gặp Marseille. United đến Sân vận động Vélodrome để chơi trận lượt đi vào ngày 23 tháng 2. Trận đấu kết thúc với tỷ số 0–0, khiến hy vọng lọt vào tứ kết UEFA Champions League của United bị treo lơ lửng. Trận lượt về tại Old Trafford được tổ chức vào ngày 15 tháng 3, United đã giành chiến thắng 2-1 với một cú đúp của Javier Hernández.
Lễ bốc thăm cho phần còn lại của giải đấu diễn ra vào ngày 18 tháng 3. United có thể phải đối mặt với bất kỳ câu lạc bộ nào trong số bảy câu lạc bộ ở vòng tứ kết. Kết quả bốc thăm gây bất ngờ khi đối thủ của United là một đối thủ ở trong nước đó là Chelsea. Trận lượt đi diễn ra tại Stamford Bridge vào ngày 6 tháng 4, United nắm lợi thế khi giành chiến thắng 1–0 sau khi Wayne Rooney ghi bàn ở phút 24. Trận lượt về chiến thắng cũng thuộc về United, lần này với tỷ số 2-1 do Javier Hernández và Park Ji-sung lập công. 
Ở vòng bán kết, United đã gặp một đại diện đến từ Bundesliga là Schalke 04. Trận bán kết là lần đầu tiên hai câu lạc bộ gặp nhau. United đến Veltins-Arena để chơi trận lượt đi vào ngày 26 tháng 4. United giành chiến thắng 2–0, tiến một bước dài tới trận chung kết Champions League thứ ba trong bốn mùa giải. Wayne Rooney và Ryan Giggs là hai cầu thủ ghi bàn ở trận đấu đó. Trận lượt về được tổ chức vào ngày 4 tháng 5 tại Old Trafford và United đã giành chiến thắng dễ dàng với tỷ số 4-1. Qua đó, đưa United vào tiến vào trận chung kết; đây là trận chung kết thứ ba của họ trong bốn năm.
Trận chung kết diễn ra vào ngày 28 tháng 5 tại Wembley, United để thua 1–3 trước Barcelona. 
| Ngày                | Vòng đấu          | Đối thủ    | H / A | Kết quả F–A | Người ghi bàn                                   | Số khán giả |
| ------------------- | ----------------- | ---------- | ----- | ----------- | ----------------------------------------------- | ----------- |
| 23 tháng 2 năm 2011 | Vòng 1/16 Lượt đi | Marseille  | A     | 0–0         |                                                 | 57,957      |
| 15 tháng 3 năm 2011 | Vòng 1/16 Lượt về | Marseille  | H     | 2–1         | Hernández (2) 5', 75'                           | 73,996      |
| 6 tháng 4 năm 2011  | Tứ kết Lượt đi    | Chelsea    | A     | 1–0         | Rooney 24'                                      | 37,915      |
| 12 tháng 4 năm 2011 | Tứ kết Lượt về    | Chelsea    | H     | 2–1         | Hernández 43', Park 77'                         | 74,672      |
| 26 tháng 4 năm 2011 | Bán kết Lượt đi   | Schalke 04 | A     | 2–0         | Giggs 67', Rooney 69'                           | 54,142      |
| 4 tháng 5 năm 2011  | Bán kết Lượt về   | Schalke 04 | H     | 4–1         | Valencia 26', Gibson 31', Anderson (2) 72', 76' | 74,687      |
| 28 tháng 5 năm 2011 | Chung kết         | Barcelona  | N     | 1–3         | Rooney 34'                                      | 87,695      |

## Thống kê đội hình
| Số áo         | Vị trí        | Tên cầu thủ       | League  | League       | FA Cup  | FA Cup       | League Cup | League Cup   | Châu Âu | Châu Âu      | Giải khác | Giải khác    | Tổng    | Tổng         | Thẻ phạt | Thẻ phạt |
| Số áo         | Vị trí        | Tên cầu thủ       | Số trận | Số bàn thắng | Số trận | Số bàn thắng | Số trận    | Số bàn thắng | Số trận | Số bàn thắng | Số trận   | Số bàn thắng | Số trận | Số bàn thắng |          |          |
| ------------- | ------------- | ----------------- | ------- | ------------ | ------- | ------------ | ---------- | ------------ | ------- | ------------ | --------- | ------------ | ------- | ------------ | -------- | -------- |
| 1             | GK            | Edwin van der Sar | 33      | 0            | 2       | 0            | 0          | 0            | 10      | 0            | 1         | 0            | 46      | 0            | 2        | 0        |
| 2             | DF            | Gary Neville      | 3       | 0            | 0       | 0            | 0(1)       | 0            | 0       | 0            | 0         | 0            | 3(1)    | 0            | 1        | 0        |
| 3             | DF            | Patrice Evra      | 34(1)   | 1            | 3       | 0            | 0          | 0            | 9(1)    | 0            | 0         | 0            | 46(2)   | 1            | 2        | 0        |
| 4             | MF            | Owen Hargreaves   | 1       | 0            | 0       | 0            | 0          | 0            | 0       | 0            | 0         | 0            | 1       | 0            | 0        | 0        |
| 5             | DF            | Rio Ferdinand     | 19      | 0            | 2       | 0            | 1          | 0            | 7       | 0            | 0         | 0            | 29      | 0            | 0        | 0        |
| 6             | DF            | Wes Brown         | 4(3)    | 0            | 2(1)    | 1            | 2(1)       | 0            | 2       | 0            | 0         | 0            | 10(5)   | 1            | 3        | 0        |
| 7             | FW            | Michael Owen      | 1(10)   | 2            | 1(1)    | 1            | 1          | 2            | 0(2)    | 0            | 1         | 0            | 4(13)   | 5            | 1        | 0        |
| 8             | MF            | Anderson          | 14(4)   | 1            | 2(2)    | 0            | 2          | 0            | 4(2)    | 3            | 0         | 0            | 22(8)   | 4            | 5        | 0        |
| 9             | FW            | Dimitar Berbatov  | 24(8)   | 20           | 2       | 0            | 0          | 0            | 6(1)    | 0            | 0(1)      | 1            | 32(10)  | 21           | 1        | 0        |
| 10            | FW            | Wayne Rooney      | 25(3)   | 11           | 1(1)    | 1            | 0          | 0            | 9       | 4            | 1         | 0            | 36(4)   | 16           | 6        | 0        |
| 11            | MF            | Ryan Giggs        | 19(6)   | 2            | 1(2)    | 1            | 1          | 0            | 6(2)    | 1            | 0(1)      | 0            | 27(11)  | 4            | 6        | 0        |
| 12            | DF            | Chris Smalling    | 11(5)   | 0            | 2(2)    | 0            | 3          | 1            | 7(2)    | 0            | 0(1)      | 0            | 23(10)  | 1            | 0        | 0        |
| 13            | MF            | Park Ji-sung      | 13(2)   | 5            | 1       | 0            | 2          | 2            | 8(1)    | 1            | 1         | 0            | 25(3)   | 8            | 1        | 0        |
| 14            | FW            | Javier Hernández  | 15(12)  | 13           | 4(1)    | 1            | 2(1)       | 1            | 6(3)    | 4            | 0(1)      | 1            | 27(18)  | 20           | 6        | 0        |
| 15            | DF            | Nemanja Vidić (c) | 35      | 5            | 2       | 0            | 0          | 0            | 9       | 0            | 1         | 0            | 47      | 5            | 8        | 1        |
| 16            | MF            | Michael Carrick   | 23(5)   | 0            | 3       | 0            | 1          | 0            | 11      | 0            | 1         | 0            | 39(5)   | 0            | 2        | 0        |
| 17            | MF            | Nani              | 31(2)   | 9            | 2(1)    | 0            | 0          | 0            | 9(3)    | 1            | 0(1)      | 0            | 42(7)   | 10           | 2        | 0        |
| 18            | MF            | Paul Scholes      | 16(6)   | 1            | 2(1)    | 0            | 0          | 0            | 4(3)    | 0            | 1         | 0            | 23(10)  | 1            | 11       | 1        |
| 19            | FW            | Danny Welbeck     | 0       | 0            | 0       | 0            | 0          | 0            | 0       | 0            | 0         | 0            | 0       | 0            | 0        | 0        |
| 20            | DF            | Fábio             | 5(6)    | 1            | 3(1)    | 1            | 2          | 0            | 5(2)    | 0            | 1         | 0            | 16(9)   | 2            | 3        | 0        |
| 21            | DF            | Rafael            | 15(1)   | 0            | 3       | 0            | 1(1)       | 0            | 6(1)    | 0            | 0         | 0            | 25(3)   | 0            | 3        | 1        |
| 22            | DF            | John O'Shea       | 18(2)   | 0            | 4       | 0            | 1          | 0            | 5(1)    | 0            | 1         | 0            | 29(3)   | 0            | 2        | 0        |
| 23            | DF            | Jonny Evans       | 11(2)   | 0            | 2       | 0            | 2          | 0            | 2(1)    | 0            | 1         | 0            | 18(3)   | 0            | 2        | 1        |
| 24            | MF            | Darren Fletcher   | 24(2)   | 2            | 1(1)    | 0            | 1          | 0            | 5(2)    | 1            | 0(1)      | 0            | 31(6)   | 3            | 4        | 0        |
| 25            | MF            | Antonio Valencia  | 8(2)    | 1            | 1(1)    | 0            | 0          | 0            | 5(2)    | 1            | 1         | 1            | 15(5)   | 3            | 1        | 0        |
| 26            | FW            | Gabriel Obertan   | 3(4)    | 0            | 2       | 0            | 2(1)       | 0            | 1(2)    | 1            | 0         | 0            | 8(7)    | 1            | 0        | 0        |
| 27            | FW            | Federico Macheda  | 2(5)    | 1            | 0       | 0            | 2(1)       | 0            | 1(1)    | 0            | 0         | 0            | 5(7)    | 1            | 0        | 0        |
| 28            | MF            | Darron Gibson     | 6(6)    | 0            | 3       | 0            | 2          | 1            | 3       | 1            | 0         | 0            | 14(6)   | 2            | 4        | 0        |
| 29            | GK            | Tomasz Kuszczak   | 5       | 0            | 1       | 0            | 2          | 0            | 2       | 0            | 0         | 0            | 10      | 0            | 0        | 0        |
| 30            | DF            | Ritchie De Laet   | 0       | 0            | 0       | 0            | 0          | 0            | 0       | 0            | 0         | 0            | 0       | 0            | 0        | 0        |
| 31            | MF            | Corry Evans       | 0       | 0            | 0       | 0            | 0          | 0            | 0       | 0            | 0         | 0            | 0       | 0            | 0        | 0        |
| 32            | FW            | Mame Biram Diouf  | 0       | 0            | 0       | 0            | 0          | 0            | 0       | 0            | 0         | 0            | 0       | 0            | 0        | 0        |
| 33            | FW            | Bébé              | 0(2)    | 0            | 1       | 0            | 2(1)       | 1            | 0(1)    | 1            | 0         | 0            | 3(4)    | 2            | 0        | 0        |
| 34            | GK            | Anders Lindegaard | 0       | 0            | 2       | 0            | 0          | 0            | 0       | 0            | 0         | 0            | 2       | 0            | 0        | 0        |
| 35            | MF            | Tom Cleverley     | 0       | 0            | 0       | 0            | 0          | 0            | 0       | 0            | 0         | 0            | 0       | 0            | 0        | 0        |
| 37            | MF            | Robbie Brady      | 0       | 0            | 0       | 0            | 0          | 0            | 0       | 0            | 0         | 0            | 0       | 0            | 0        | 0        |
| 38            | FW            | Nicky Ajose       | 0       | 0            | 0       | 0            | 0          | 0            | 0       | 0            | 0         | 0            | 0       | 0            | 0        | 0        |
| 40            | GK            | Ben Amos          | 0       | 0            | 0       | 0            | 1          | 0            | 1       | 0            | 0         | 0            | 2       | 0            | 0        | 0        |
| 41            | FW            | Joshua King       | 0       | 0            | 0       | 0            | 0          | 0            | 0       | 0            | 0         | 0            | 0       | 0            | 0        | 0        |
| 42            | MF            | Paul Pogba        | 0       | 0            | 0       | 0            | 0          | 0            | 0       | 0            | 0         | 0            | 0       | 0            | 0        | 0        |
| 43            | MF            | Matty James       | 0       | 0            | 0       | 0            | 0          | 0            | 0       | 0            | 0         | 0            | 0       | 0            | 0        | 0        |
| 44            | DF            | Joe Dudgeon       | 0       | 0            | 0       | 0            | 0          | 0            | 0       | 0            | 0         | 0            | 0       | 0            | 0        | 0        |
| 45            | DF            | Oliver Gill       | 0       | 0            | 0       | 0            | 0          | 0            | 0       | 0            | 0         | 0            | 0       | 0            | 0        | 0        |
| 46            | MF            | Ryan Tunnicliffe  | 0       | 0            | 0       | 0            | 0          | 0            | 0       | 0            | 0         | 0            | 0       | 0            | 0        | 0        |
| 47            | MF            | Oliver Norwood    | 0       | 0            | 0       | 0            | 0          | 0            | 0       | 0            | 0         | 0            | 0       | 0            | 0        | 0        |
| 48            | FW            | Will Keane        | 0       | 0            | 0       | 0            | 0          | 0            | 0       | 0            | 0         | 0            | 0       | 0            | 0        | 0        |
| 49            | MF            | Ravel Morrison    | 0       | 0            | 0       | 0            | 0(1)       | 0            | 0       | 0            | 0         | 0            | 0(1)    | 0            | 0        | 0        |
| 50            | GK            | Sam Johnstone     | 0       | 0            | 0       | 0            | 0          | 0            | 0       | 0            | 0         | 0            | 0       | 0            | 0        | 0        |
| Phản lưới nhà | Phản lưới nhà | Phản lưới nhà     | –       | 3            | –       | 0            | –          | 0            | –       | 0            | –         | 0            | –       | 3            | –        | –        |

Thống kê tất cả mọi thông số đến ngày 28 tháng năm 2011.

## Chuyển nhượng

### Chuyển nhượng đến
| Ngày                | Vị trí | Tên cầu thủ       | Câu lạc bộ trước     | Mức phí       |
| ------------------- | ------ | ----------------- | -------------------- | ------------- |
| 1 tháng 7 năm 2010  | DF     | Marnick Vermijl   | Standard Liège       | Không tiết lộ |
| 1 tháng 7 năm 2010  | DF     | Chris Smalling    | Fulham               | Không tiết lộ |
| 1 tháng 7 năm 2010  | FW     | Javier Hernández  | Guadalajara          | Không tiết lộ |
| 16 tháng 8 năm 2010 | FW     | Bébé              | Vitória de Guimarães | Không tiết lộ |
| 1 tháng 1 năm 2011  | GK     | Anders Lindegaard | Aalesund             | Không tiết lộ |

### Chuyển nhượng đi
| Ngày đi             | Vị trí | Tên cầu thủ         | Câu lạc bộ đến    | Phí                |
| ------------------- | ------ | ------------------- | ----------------- | ------------------ |
| 1 tháng 7 năm 2010  | GK     | Tom Heaton          | Cardiff City      | Miễn phí           |
| 1 tháng 7 năm 2010  | MF     | Zoran Tošić         | CSKA Moscow       | Không được tiết lộ |
| 1 tháng 7 năm 2010  | GK     | Ron-Robert Zieler   | Hannover 96       | Miễn phí           |
| 1 tháng 7 năm 2010  | FW     | Febian Brandy       | Chấm dứt hợp đồng | Chấm dứt hợp đồng  |
| 1 tháng 7 năm 2010  | MF     | Sam Hewson          | Chấm dứt hợp đồng | Chấm dứt hợp đồng  |
| 1 tháng 7 năm 2010  | DF     | Scott Moffatt       | Chấm dứt hợp đồng | Chấm dứt hợp đồng  |
| 16 tháng 7 năm 2010 | DF     | David Gray          | Preston North End | Miễn phí           |
| 11 tháng 8 năm 2010 | DF     | Craig Cathcart      | Blackpool         | Không tiết lộ      |
| 20 tháng 8 năm 2010 | MF     | Rodrigo Possebon    | Santos            | Không tiết lộ      |
| 7 tháng 1 năm 2011  | DF     | James Chester       | Hull City         | Không tiết lộ      |
| 12 tháng 1 năm 2011 | MF     | Magnus Wolff Eikrem | Molde             | Không tiết lộ      |
| 31 tháng 1 năm 2011 | MF     | Cameron Stewart     | Hull City         | Không tiết lộ      |
| 2 tháng 1 năm 2011  | DF     | Gary Neville        | Giải nghệ         | Giải nghệ          |
| 8 tháng 5 năm 2011  | MF     | Corry Evans         | Hull City         | £500k              |
| 11 tháng 5 năm 2011 | DF     | Joe Dudgeon         | Hull City         | Không tiết lộ      |

### Mượn cầu thủ
| Từ ngày             | Ngày tới            | Vị trí | Tên         | Từ                |
| ------------------- | ------------------- | ------ | ----------- | ----------------- |
| 31 tháng 3 năm 2011 | 23 tháng 3 năm 2012 | MF     | Rafael Leão | Desportivo Brasil |

### Cho mượn
| Từ ngày              | Ngày tới             | Vị trí | Tên              | Đến               |
| -------------------- | -------------------- | ------ | ---------------- | ----------------- |
| 2 tháng 7 năm 2010   | 4 tháng 1 năm 2011   | MF     | Matty James      | Preston North End |
| 30 tháng 7 năm 2010  | 21 tháng 10 năm 2010 | MF     | Cameron Stewart  | Yeovil Town       |
| 3 tháng 8 năm 2010   | 31 tháng 12 năm 2010 | DF     | James Chester    | Carlisle United   |
| 6 tháng 8 năm 2010   | 25 tháng 1 năm 2011  | MF     | Danny Drinkwater | Cardiff City      |
| 6 tháng 8 năm 2010   | 30 tháng 6 năm 2011  | FW     | Mame Biram Diouf | Blackburn Rovers  |
| 7 tháng 8 năm 2010   | 30 tháng 12 năm 2010 | FW     | Joshua King      | Preston North End |
| 12 tháng 8 năm 2010  | 30 tháng 6 năm 2011  | FW     | Danny Welbeck    | Sunderland        |
| 31 tháng 8 năm 2010  | 30 tháng 6 2011      | MF     | Tom Cleverley    | Wigan Athletic    |
| 16 tháng 9 năm 2010  | 22 tháng 10 năm 2010 | MF     | Oliver Norwood   | Carlisle United   |
| 24 tháng 9 năm 2010  | 25 tháng 10 năm 2010 | DF     | Ritchie De Laet  | Sheffield United  |
| 25 tháng 9 năm 2010  | 30 tháng 6 năm 2011  | FW     | Nicky Ajose      | Bury              |
| 29 tháng 9 năm 2010  | 25 tháng 10 năm 2010 | DF     | Oliver Gill      | Bradford City     |
| 29 tháng 9 năm 2010  | 25 tháng 10 năm 2010 | DF     | Reece Brown      | Bradford City     |
| 29 tháng 9 năm 2010  | 25 tháng 10 năm 2010 | GK     | Conor Devlin     | Hartlepool United |
| 30 tháng 9 năm 2010  | 29 tháng 10 năm 2010 | DF     | Scott Wootton    | Tranmere Rovers   |
| 22 tháng 10 năm 2010 | 21 tháng 11 năm 2010 | MF     | Corry Evans      | Carlisle United   |
| 17 tháng 11 năm 2010 | 30 tháng 12 năm 2010 | DF     | Ritchie De Laet  | Preston North End |
| 25 tháng 11 năm 2010 | 31 tháng 1 năm 2011  | MF     | Cameron Stewart  | Hull City         |
| 7 tháng 1 năm 2011   | 15 tháng 3 năm 2011  | GK     | Ben Amos         | Oldham Athletic   |
| 8 tháng 1 năm2011    | 30 tháng 6 năm 2011  | FW     | Federico Macheda | Sampdoria         |
| 14 tháng 1 năm 2011  | 30 tháng 6 năm 2011  | MF     | Corry Evans      | Hull City         |
| 14 tháng 1 năm 2011  | 30 tháng 6 năm 2011  | DF     | Ritchie De Laet  | Portsmouth        |
| 27 tháng 1 năm 2011  | 30 tháng 6 năm 2011  | DF     | Joe Dudgeon      | Carlisle United   |
| 28 tháng 1 năm 2011  | 30 tháng 6 năm 2011  | MF     | Danny Drinkwater | Watford           |